# Politique migratoire de la France
Pour un article plus général, voir Immigration en France.
La politique migratoire de la France est l’ensemble des mesures destinées à contrôler (ou éventuellement à favoriser) les mouvements migratoires entre la France et les pays étrangers. Elle regroupe le contrôle des frontières, l’admission et la sélection des immigrants, les conditions et procédures pour la régularisation des sans-papiers et les titres de séjour des étrangers, les programmes et mesures pour faciliter l'intégration des immigrés dans la société, les garanties des droits fondamentaux des immigrés ; les politiques et procédures pour l'accueil et la protection des demandeurs d'asile et des réfugiés, les retours et expulsions et les relations internationales
L’immigration vers la France est un processus historique remarquable dès la révolution industrielle au XIXe siècle et également lié à des recrutements de travail après la Seconde Guerre mondiale, depuis les colonies françaises, pour la reconstruction du pays. Des mines de Lorraine et du Nord aux industries parisiennes, jusqu’au couloir industriel lyonnais, les personnes immigrées ont constitué une force de travail majeure. Après les trois premières vagues d'immigration (Révolution industrielle, Entre-deux-guerres et Trente glorieuses) se sont succédé deux périodes : la mise en place une politique de maîtrise des flux migratoires (1974-2006) s'accompagnant notamment dune immigration massive (années 1980 et 1990), suivie à partir de 2006 du développement de la notion d'immigration choisie avec des régularisations au cas par cas, puis d'un durcissement de la législation à partir de 2020.

## Histoire

### Avant la Seconde Guerre mondiale
Le statut des personnes d’origine étrangère connaît des évolutions, en particulier en ce qui concerne l’acquisition de la nationalité.
Pendant l’Ancien Régime, la naissance sur un territoire détermine le lien d'allégeance d'une personne au suzerain local. Ce lien est transféré au roi avec l'affirmation d'un pouvoir central. La personne née à l'étranger est soumise à un certain nombre d'incapacités civiles. Elle peut bénéficier de lettres de naturalité délivrées par le roi. À ce droit du sol, prédominant, s'ajoute au XVIe siècle un droit du sang. Dans les premières années de la Révolution, la Constitution de 1791 et la Constitution de 1793 effectuent un panachage entre droit du sol et droit du sang et donnent accès la nationalité française de façon automatique. Les constitutions de 1795 et 1799 privilégient le droit du sol. Le code civil de 1804 est héritier des dispositions précédentes et consacre le droit du sang de naissance et le droit du sol acquis à la majorité avec faculté d’option.

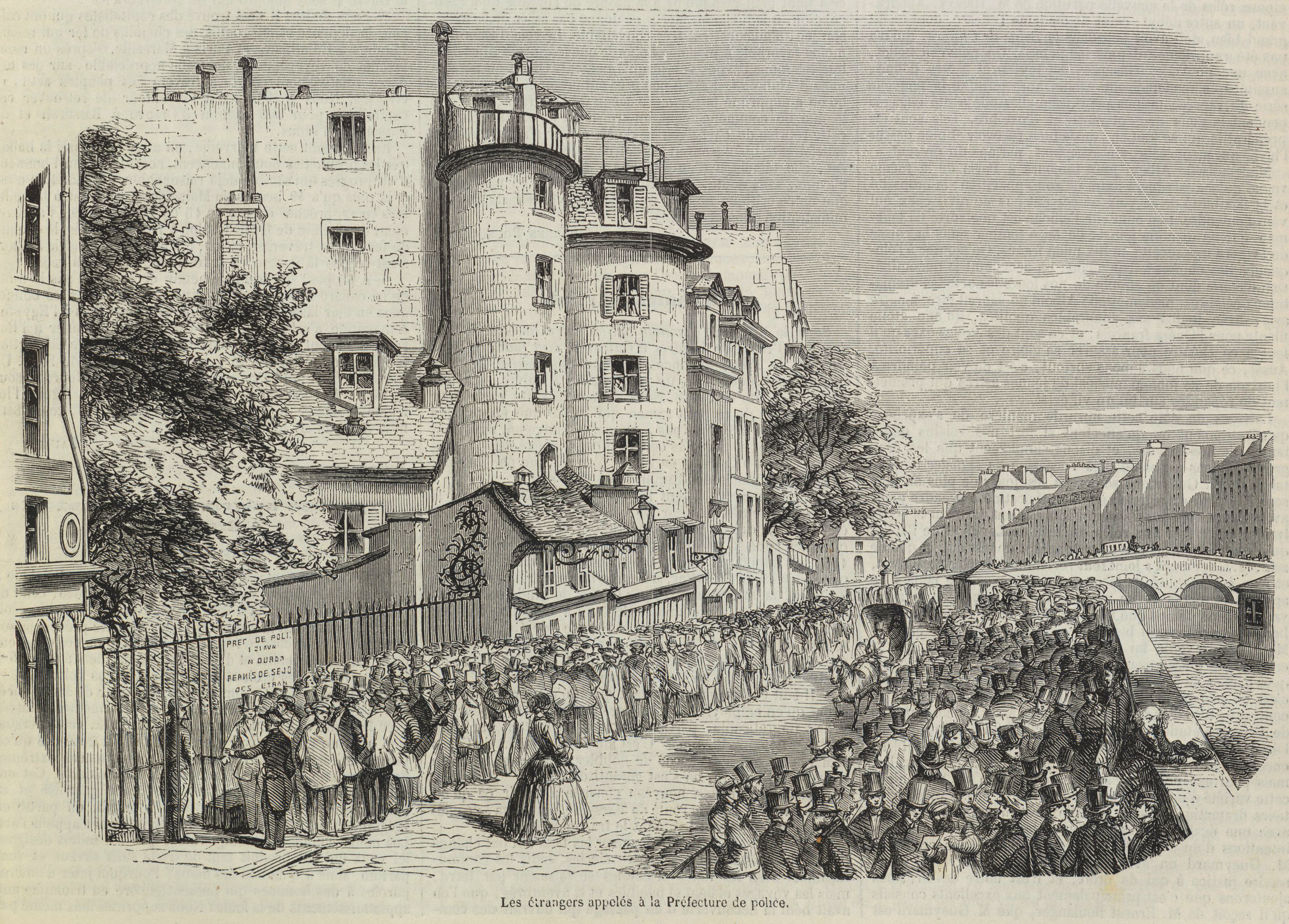
En 1850, le gouvernement impose aux étrangers d'obtenir un permis de résidence pour pouvoir rester à Paris. On voit sur cette illustration, une foule faire la queue devant l’hôtel de police pour obtenir ce document.

Le Premier Empire restreint le droit du sol et fait dépendre la nationalité de la personne et non du lieu de résidence. Toutefois le droit du sol est rétabli en plusieurs étapes : une loi de 1851 déclare Français l’enfant né en France d’un étranger lui-même né en France, tandis que la loi du 26 juin 1889 assure la nationalité française à tous les étrangers nés en France et parvenus à leur majorité. Cette conception du droit du sol restera un fondement du droit de l’immigration en France jusqu’aux dernières années du XXe siècle (loi du 22 juillet 1993).

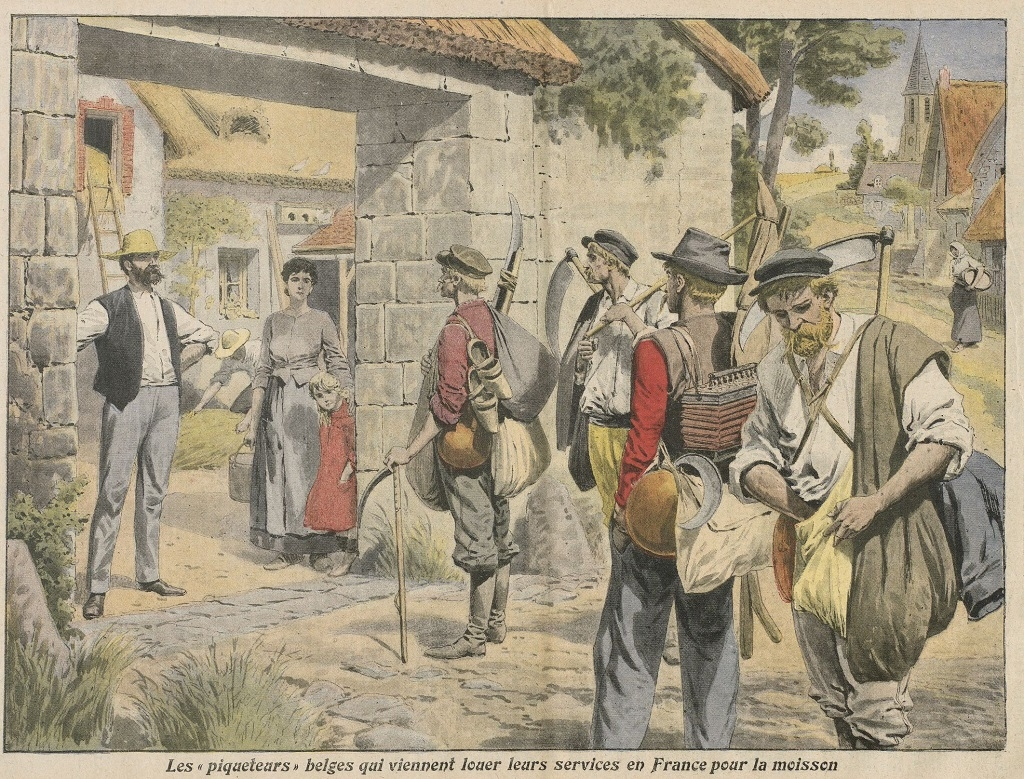
"Les piqueteurs belges qui viennent louer leurs services en France pour la moisson", Gravure, parue dans Le Petit journal Supplément illustré, n°919, 28 juin 1908, BNF.

En 1886, un peu plus d'un million d'immigrés sont recensés en France, notamment venus de Suisse, d'Italie et d’Allemagne. Plusieurs députés dénoncent une « invasion déguisée » et jugent que ces étrangers constituent un « contingent considérable de l’armée du crime ».
Au début du XXe siècle, la France, à la démographie languissante, fait appel à la main-d'œuvre étrangère, dès la Première Guerre mondiale. Ainsi, le ministère de l'Armement recrute des Nord-Africains, des Indochinois et des Chinois. Une carte de séjour est instituée en 1917, tandis que l'immigration se développe particulièrement pendant l'entre-deux-guerres (Polonais, Tchécoslovaques), une partie étant composée de réfugiés politiques (Russes, Arméniens, Allemands, Italiens, Espagnols).
Cette installation sur le territoire français est cependant loin d'être toujours définitive. Ainsi, sur les quelque 3,5 millions d'Italiens qui étaient venus s'installer en France entre 1870 et 1940, près des deux tiers d'entre eux choisissent le retour au pays natal ou une nouvelle terre d'immigration.
L'État délègue en grande partie la gestion des populations migrantes aux organisations patronales, en particulier à la Société générale d’immigration, constituée en 1924 par les organismes patronaux spécialisés et hébergée par le « Comité des Houillères » sous la houlette d'Henri de Peyerimhoff de Fontenelle. Dans les années 1920, ce sont les patrons des usines qui organisent, par exemple, les trains faisant venir les Polonais en France par milliers. Ces habitudes ont perduré jusqu'à ce que le gouvernement décide de la fermeture des frontières et de la politique du regroupement familial au début des années 1970.
Au XXe siècle, la France a, en théorie, toujours refusé le principe des quotas de nationalité tels que pratiqués dans les pays anglo-saxons, comme le Johnson Quota Act de 1921 ou la Loi d'immigration Johnson-Reed de 1924. Des quotas d'étrangers étaient néanmoins pratiqués dans les entreprises industrielles (loi du 10 août 1932 qui accorde la priorité au travail des citoyens français dans l'entreprise). De fait, l'administration opérait une sélection des nationalités entrantes sur le territoire, en installant par exemple les bureaux de l'Office national d'Immigration « plutôt à Milan qu'à Istanbul ».
Une réforme du code de la nationalité est adoptée en 1927. Des lois restreignant le droit des étrangers sont prises, telles que la loi Armbruster de mai 1933, adoptée sous le gouvernement Daladier, qui limite l’exercice de la médecine au titulaire français d’un doctorat de médecine, ou une loi de juin 1934, adoptée sous le gouvernement Doumergue, qui interdit aux Français naturalisés l’inscription au barreau pendant une durée de 10 ans. Une aide au rapatriement des ouvriers volontaires est organisée en 1934, tandis qu'en 1935, des retours forcés, en particulier concernant les Polonais, sont mis en œuvre.
Le gouvernement du Front populaire (1936) conduit à une interprétation plus douce des lois existantes et à un intermède libéral dans la gestion des populations migrantes. À la chute du Front populaire, la politique de l'État français va mêler aspects répressifs et libéraux : les dérogations aux quotas d'emplois d'étrangers sont facilement accordées par l'inspection du travail, tandis que les naturalisations s'accélèrent.

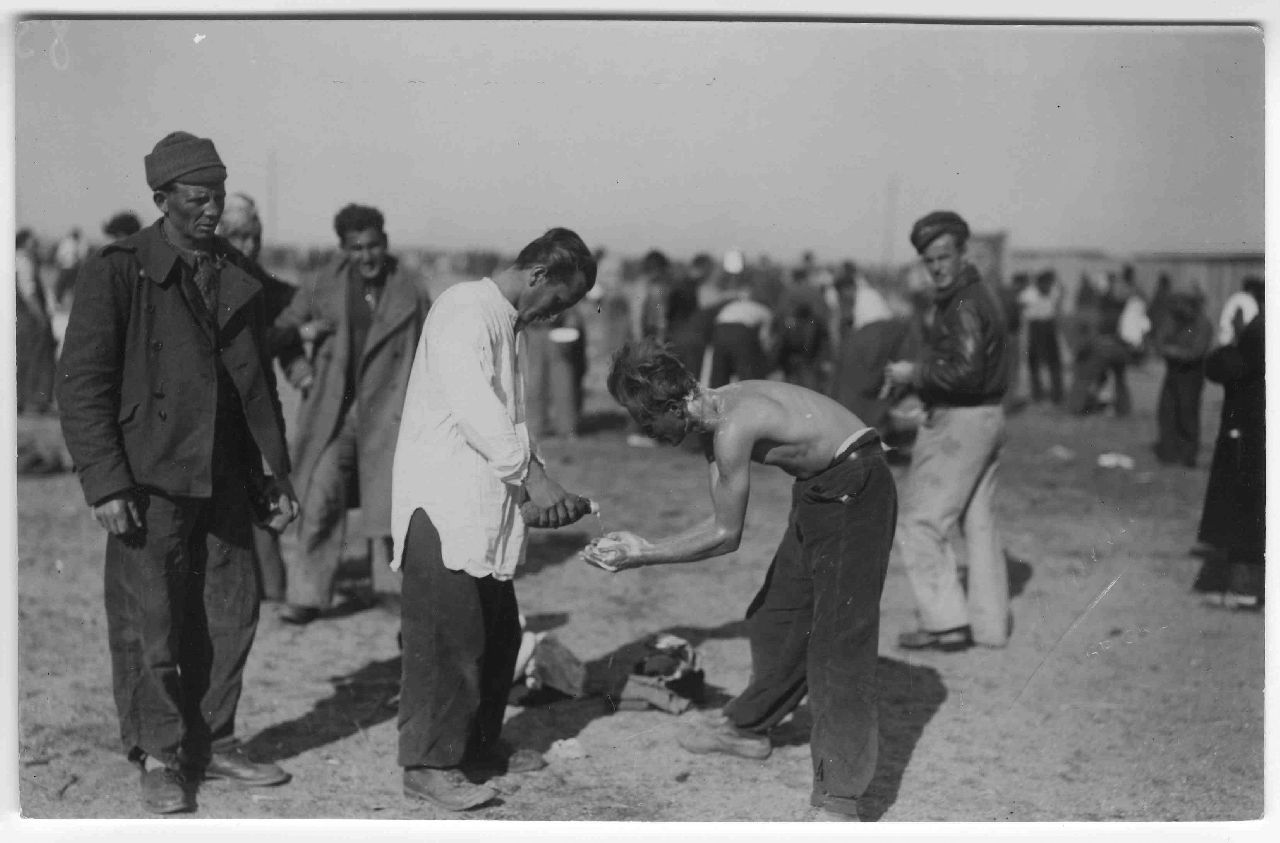
Première toilette au camp d'Argelès-sur-Mer pour des immigrés espagnols

En 1938, 500 000 républicains espagnols sont internés dans des camps comme le Camp de Gurs, le Camp du Vernet ou le Camp de concentration d'Argelès-sur-Mer.
En 1940, 1 500 000 étrangers de nationalité belge trouvent refuge et protection en France.

### Politique des étrangers sous Vichy
Le régime de Vichy va immédiatement prendre des mesures contre les populations immigrées, qualifiées de « métèques ». Une Commission de révision des naturalisations opérées depuis la réforme de 1927 est mise en place dès juillet 1940, tandis qu'après la loi sur le statut des juifs, la loi du 4 octobre 1940 sur « les ressortissants étrangers de race juive » permet d’interner ceux-ci dans des camps spéciaux par « décision du préfet du département de leur résidence ». La loi du 27 septembre 1940 concernant les autres étrangers non juifs, règle le sort des « étrangers en surnombre dans l’économie nationale » : l’étranger est surveillé de près. Il n’a plus le droit de libre circulation sur le territoire et ne bénéficie plus de la protection apportée par le droit du travail.

### 1945-1974

#### 1945-1954
Depuis le milieu du XXe siècle, la France a mis progressivement en place une politique spécifique à l’égard de l’immigration. Le premier instrument normatif important est l’ordonnance du 2 novembre 1945 qui crée l’Office national d’immigration et instaure les cartes de séjour de un, cinq et dix ans.
L'ordonnance du 2 novembre 1945 sous-tend une politique d'immigration durable, notamment via le regroupement familial, et l'acquisition de nouveaux droits au fur et à mesure de l'allongement de la durée du séjour de l'étranger, supposée signifier son intégration. L'immigration est alors vue d'une façon ambiguë : durable, familiale et de travail dans le droit, ce qui n'empêchera pas l'administration d'interrompre l'installation des travailleurs étrangers en juillet 1974, puis de tenter entre 1978 et 1980, sans succès, le retour forcé des travailleurs nord-africains vers l'Algérie.
Après les accords de Genève mettant fin à la guerre d'Indochine (1954), près de 5 000 Français d'Indochine (couples mixtes ou veuves de Français fuyant la guerre) sont rapatriés et « accueillis » dans des Centres d'accueil des Français d'Indochine (CAFI), en particulier à Noyant, dans l’Allier, et à Sainte-Livrade, en Lot-et-Garonne.

#### 1954-1962
C'est ensuite le tour de nombre de juifs marocains, souvent en transit pour Israël, puis de Harkis après les accords d'Évian (1962), qui sont aussi logés dans des centres de transit ou d'« accueil ». Leur liberté de mouvement est entravée, les contacts avec la population locale difficiles et les conditions de travail précaires.
https://shs.cairn.info/revue-plein-droit-2002-2-page-3?lang=fr
Ces conditions sont partagées par l'immigration économique des années 1970, en provenance du Maghreb. Les migrants sont logés dans des foyers ouvriers. La Société nationale de construction de logements pour les travailleurs algériens et leurs familles (SONACOTRA) est créée en 1956 pour régler le problème de l'habitat insalubre des migrants originaires d'Algérie (bidonvilles, en particulier autour de Paris, tel celui de Nanterre, cafés-hôtels) dû à la pénurie de logements. Elle construit son premier foyer, en 1959, à Argenteuil. À la fin des années 1970, une grève des loyers démarre contre la SONACOTRA. Invoquant des « troubles à l'ordre public », l'État expulse alors dix-huit migrants.

#### 1962-1974
En 1972, 16 000 boat people viennent en France.
Après une période au cours de laquelle les pouvoirs publics favorisent l’immigration afin de satisfaire aux besoins de main d'œuvre de l’économie française dans les années 1960, la crise économique des années 1970 et la fin du plein emploi les pousse à limiter les flux migratoires. Ainsi les circulaires Marcellin - Fontanet, en 1972, lient l’attribution d’une carte de séjour à la possession d’un titre de travail et d'un logement décent, et décide de mettre fin aux procédures de régularisation. La même année, quatre énarques qui ont toujours voulu rester anonymes, créent le Groupe d'information et de soutien des immigrés (GISTI), qui tient sa première permanence à la Cimade, et dont le but sera de faire échec à toutes les mesures gouvernementales tendant à réduire l'immigration.

### 1974-2006: Mise en place une politique de maîtrise des flux migratoires
Sous le septennat de Valéry Giscard d'Estaing, la France met en place une politique de maîtrise des flux migratoires. L'immigration de travail est suspendue en 1974, et une aide au retour volontaire est offerte aux immigrés souhaitant retourner dans leur pays d'origine. En 1975, la loi permet aux immigrés d'être élus comme représentants des salariés dans l'entreprise.
Valéry Giscard d'Estaing, nouveau président de la République, décide d'interrompre brusquement l'immigration pour des motifs économiques de circonstances, le 5 juillet 1974. Cette décision est un tournant dans la politique française traitant de l'immigration. À l'origine provisoire pour trois ans, elle demeurera permanente. Elle est issue d'un arbitrage perdu par le tout nouveau secrétaire d'état André Postel-Vinay, et rendu après un revirement de dernière heure du Premier ministre, Jacques Chirac. André Postel-Vinay démissionne aussitôt. Il est remplacé par Paul Dijoud qui mettra en œuvre cette rupture, assouplie en 1976, par le regroupement familial.
De surcroît, il essaie de favoriser le retour vers le pays d'origine en offrant une prime importante (en 1978, le « million Stoléru », soit 10 000 francs) ; dans le même temps, le droit au regroupement familial est instauré, qui permet aux immigrés de faire venir leur famille. Paris prend ainsi acte de ce que l'immigration professionnelle ne peut être considérée simplement comme une immigration « provisoire ». En 1976, un décret prévoit de ne pas renouveler les cartes de séjour des étrangers sans ressources ou qui ont quitté le territoire depuis plus de six mois. Le 10 novembre 1978, un arrêt de principe du Conseil d'État, sur saisine du Gisti, annule les dispositions du décret qui subordonne le regroupement familial à l'engagement de ne pas travailler.

#### Loi relative à la prévention de l'immigration clandestine
Le 10 janvier 1980 est promulguée la loi relative à la prévention de l'immigration clandestine modifiant l’ordonnance du 2 novembre 1945 relative aux conditions d’entrée et de séjour en France des étrangers (dite Loi Bonnet ) en rendant plus strictes les conditions d’entrée sur le territoire, en faisant de l’entrée ou du séjour irréguliers un motif d’expulsion au même titre que la menace pour l’ordre public et en permettant d’éloigner du territoire les "clandestins" ou ceux dont le titre de séjour n’a pas été renouvelé. Elle prévoit enfin la reconduite de l’étranger expulsé à la frontière et sa détention dans un établissement pénitentiaire pendant un délai pouvant aller jusqu’à sept jours s’il n’est pas en mesure de quitter immédiatement le territoire.
Le 2 avril, à Lyon, un mouvement de protestation où un pasteur, un prêtre et un immigré algérien font une grève de la faim, entraîne la suspension de ces mesures. Tandis que le chômage se développe chez les immigrés, le 10 mai 1980, une marche est organisée par le Parti socialiste, le PSU, la CFDT, et la Ligue des droits de l'homme contre le projet de Lionel Stoléru, alors secrétaire d'État auprès du Ministre du travail, tendant à arrêter l'immigration, à ne pas renouveler les permis de travail des étrangers au chômage, et à favoriser leur retour au pays. Le 7 juin 1980, une nouvelle manifestation est organisée dans plusieurs villes à l'appel des mêmes associations auxquelles s'est jointe la Fédération de l'Éducation nationale, pour former une Fédération des associations de solidarité avec les travailleurs immigrés (FASTI).

#### Années 1980 et 1990
En 1981, plusieurs membres fondateurs du Gisti sont appelés dans les cabinets ministériels. Le nouveau gouvernement socialiste procède à une régularisation massive d'environ 130 000 étrangers en situation irrégulière, assouplit les conditions de séjour des immigrés en annulant la loi Bonnet et supprime la prime d’aide au retour. Trois ans plus tard, la loi 84-622 instaure un titre unique de séjour de dix ans, dissocié du titre de travail. Dans le même temps, le gouvernement propose à nouveau une aide à la réinsertion des travailleurs étrangers dans leur pays d’origine.
Lors du changement de pouvoir en 1986, le ministre de l’Intérieur, Charles Pasqua (RPR), fait adopter par le Parlement la loi no 86-1025 du 9 septembre 1986, relative aux conditions d’entrée et de séjour des étrangers en France, qui restreint l’accès à la carte de résident et facilite les expulsions d’étrangers en situation illégale. Le 8 octobre, l’expulsion de 101 Maliens déclenche une vague de protestations. En 1988, l’Office national d’immigration devient l’Office des migrations internationales. En 2005, ses attributions sont reprises par l’Agence nationale d’accueil des étrangers et des migrations (ANAEM).
En 1989, la loi Pasqua est en partie adoucie. Le premier ministre, Michel Rocard (PS), déclare cependant l’année suivante : « […] je pense que nous ne pouvons pas héberger toute la misère du monde, que la France doit rester ce qu’elle est, une terre d’asile politique […], mais pas plus ». La même année, François Mitterrand affirme que «le seuil de tolérance [du nombre d’immigrés présents en France] a été atteint dès les années 1970». Le gouvernement crée le Haut Conseil à l'intégration, organisme consultatif.
En juillet 1991, après la phrase de Jacques Chirac sur « le bruit et l'odeur », le gouvernement d'Édith Cresson envisage la mise en place de charters collectifs. Une grève de la faim est organisée par des déboutés du droit d'asile dans l'église Saint-Joseph, à Paris.
Pendant l’été 1996, des manifestations en faveur de la régularisation des immigrés clandestins (que leurs défenseurs appellent « sans-papiers ») aboutissent à l’occupation de plusieurs bâtiments publics. En août, la police expulse par la force des Africains qui occupent l'Église Saint-Bernard , à Paris. En avril 1997, la loi Debré est abrogée après un mouvement soutenu notamment par des réalisateurs de cinéma.
Peu après, le nouveau gouvernement de Lionel Jospin lance un nouveau processus de régularisation d’étrangers en situation irrégulière.

#### Années 2000
Alors que depuis la loi du 22 juillet 1993 un enfant étranger né en France devait « manifester sa volonté » pour être naturalisé à sa majorité, une nouvelle loi rétablit le 16 mai 1998 l’acquisition automatique de la nationalité et renforce le droit du sol. La loi du 26 novembre 2003, relative à la maîtrise de l’immigration, au séjour des étrangers en France et à la nationalité modifie à nouveau le statut des étrangers en subordonnant la délivrance de la carte de résident à un critère d’intégration. Elle renforce également la lutte contre l’immigration clandestine et restreint l’application du système dit de la « double peine ». Pour de nombreuses associations, ce durcissement de la législation se fait au détriment des droits fondamentaux des étrangers (mauvais traitements, décès, état déplorable des centres de rétention et des zones d’attente…), qui pour elles sont traités comme des criminels par l’administration, alors qu’ils sont dans de nombreux cas mis en situation irrégulière par un refus de cette même administration de régulariser leur situation ou de renouveler leurs titres de séjour.
Au cours des années 2000, l’immigration est de plus en plus traitée au niveau de l’Union européenne, qui adopte ainsi en 2003 une directive sur le regroupement familial et tente d’harmoniser les politiques d’immigration des pays membres. La directive 2003/9/CE du Conseil du 27 janvier 2003 fixe des normes minimales pour l’accueil des demandeurs d’asile dans les États membres, tout en leur laissant une grande marge de manœuvre.La loi relative à l'immigration et à l'intégration de juillet 2006, à l’initiative du ministre de l’Intérieur Nicolas Sarkozy, porte de 12 à 19 mois le délai au terme duquel un étranger en séjour régulier en France peut solliciter un regroupement familial pour les membres de sa famille proche. Cette loi autorise aussi le recours à de la main d’œuvre étrangère, suspendu depuis 1974, sans avoir à justifier qu’il n’y a pas de nuisance à des demandeurs d’emploi en France. Cette mesure est limitée à quelques professions telles que l’hôtellerie-restauration, la construction et les travaux publics, les travaux saisonniers, les professions commerciales. Le terme d’« immigration choisie », utilisé lors de la présentation du projet de loi, a toutefois été critiqué par de nombreuses associations.

### À partir de 2006, développement de la notion d'immigration choisie

#### 24 juillet 2006 - loi relative à l’immigration et à l’intégration: d’une immigration subie à une immigration choisie
Dès son discours de juin 2005, Nicolas Sarkozy souhaite que la France soit « désormais systématiquement la première en Europe pour proposer et bâtir une stratégie migratoire adaptée aux enjeux du monde contemporain ». Il entend ainsi mettre en place une politique visant à attirer des travailleurs qualifiés et des talents étrangers spécifiques pour répondre aux besoins du marché du travail et de l'économie française. L'idée est de sélectionner des immigrants en fonction de leurs compétences, de leurs qualifications et de leur capacité à s'intégrer rapidement et efficacement dans la société et l'économie françaises, ce qui peut être trduit par une « immigration choisie », à l'opposé d'une « immigration subie »,. La loi du 24 juillet 2006 durcit les conditions du regroupement familial, principale source d’une immigration considérée comme « subie », ainsi que le contrôle des mariages mixtes et conditionne l’obtention d’une carte de séjour salarié à l’existence d’un contrat de travail et à l’obtention préalable d’un visa long séjour. Pour aller vers l’immigration choisie, une forme de sélection de la main d’œuvre est prévue : des listes de métiers en tension où les employeurs pourront faire appel à des étrangers doivent être établies. De plus est instituée une carte « compétence et talents » valable trois ans et renouvelable, pour faciliter l’accueil des étrangers dont « le talent constitue un atout pour le développement et le rayonnement de la France ». Le principe de la régularisation systématique après 10 ans de présence sur le territoire est supprimé. Elle pose également des exigences renforcées en matière d’acquisition de la nationalité française et une solennité accrue dans la procédure d’accueil dans la citoyenneté française,.
Dans cette lignée, la loi du 20 novembre 2007 vise à restreindre l'immigration.Elle est accompagnée d'un amendement concernant la maîtrise de la langue française, que le journal Le Monde considère susceptible de créer des difficultés aux migrants et aux couples mixtes. Le projet de loi sur l'immigration, porté successivement par les ministres Éric Besson, Brice Hortefeux et Claude Guéant, a été voté en seconde lecture par l'Assemblée nationale le 15 mars 2011 et au Sénat en avril 2011, et définitivement adoptée par le Parlement le 11 mai 2011. Saisi par un recours de députés PS, le Conseil constitutionnel a validé le 9 juin 2011 l'essentiel de cette loi sur l'immigration, censurant partiellement un seul de ses 111 articles, relatif à la rétention administrative des étrangers. Il a précisément jugé contraire à la Constitution la possibilité de rallonger jusqu'à 18 mois la durée de rétention des étrangers condamnés pour des activités à caractère terroriste et ayant purgé leur peine. Dans les pays de l'Union européenne, une directive communautaire a fixé la durée maximale de la rétention à six mois.

#### Jungle de Calais (2002-2016)
La « jungle de Calais » est le nom couramment utilisé pour désigner les différents espaces pas-de-calaisiens habités depuis les années 1990 par les migrants tentant de se rendre en Angleterre. Le terme fait référence aux installations précaires, bidonvilles et camps de migrants et de réfugiés sur l’ensemble de l'agglomération calaisienne, à Calais, Coquelles et Sangatte, Marck, aux abords de l'entrée française du tunnel sous la Manche et de la zone portuaire de Calais. Détruits et démantelés régulièrement par les forces de l'ordre sans jamais complètement parvenir à les résorber, ces camps de fortune voient leur population varier depuis 30 ans à la suite de décisions politiques comme la fermeture du centre de Sangatte en 2002, en fonction du contexte international comme les conflits régionaux et internationaux, des changements des politiques migratoires européennes (règlements Dublin II et III) ou encore la sécurisation des infrastructures de transport à Calais, du terminal portuaire et du tunnel sous la Manche.
Ces lieux de vie précaires, et la présence des personnes bloquées à la frontière sur le territoire calaisien, font périodiquement l'objet d'importantes politiques publiques. D'abord gestionnaires, avec la création de lieux d'accueil officiels comme en 1999 à Sangatte ou en 2015 à Calais, Mais aussi sécuritaires, les destructions de ces mêmes lieux, celles quasi quotidienne de ceux plus informels. L'investissement est aussi militant tant la question est clivante localement, entre les mobilisations des personnes concernées pour la reconnaissances de leurs droits ou la dénonciation de leurs conditions, celles des personnes solidaires, ou en réaction, d'opposants.

### Années 2010
La loi du 16 juin 2011 relative à l'immigration, à l'intégration et à la nationalité rend plus rigoureuses les conditions de maintien sur le territoire et d’obtention de la nationalité française. Le Conseil constitutionnel valide toutes les dispositions de la loi sauf une : celle qui permet de prolonger de douze mois supplémentaires, au-delà des six premiers mois, la rétention des étrangers condamnés à une Interdiction du territoire français (ITF) ou expulsés pour un comportement lié à des activités à caractère terroriste. La loi porte de 32 à 45 jours la durée maximale de rétention de l’étranger, avec intervention du juge administratif avant le juge judiciaire. Cette loi assure également la transposition dans le droit français des trois directives européennes suivantes : 
- la directive retour du 16 décembre 2008 relative aux normes et procédures communes applicables dans les États membres au retour des ressortissants de pays tiers en séjour irrégulier ;
- la directive 2009-50-CE du 25 mai 2009 établissant les conditions d’entrée et de séjour des ressortissants de pays tiers aux fins d’emploi hautement qualifié, dite directive « carte bleue » ;
- la directive 2009-52-CE du 18 juin 2009 prévoyant des normes minimales concernant les sanctions et les mesures à l’encontre des employeurs de ressortissants de pays tiers en séjour irrégulier, dite directive « sanctions employeurs ».

La loi relative à la réforme de l’asile du 29 juillet 2015 institue une nouvelle procédure accélérée, qui remplace l’ancienne procédure prioritaire, mise en œuvre par ou sous le contrôle de l’Office français de protection des réfugiés et apatrides (OFPRA). Elle prévoit aussi  une nouvelle procédure contentieuse, avec la création d’une procédure de recours suspensif accélérée devant un juge unique de la Cour nationale du droit d'asile (CNDA) en cinq semaines, à l’égard des demandeurs d’asile ayant fait l’objet d’une mesure d’éloignement.
La loi du 7 mars 2016, portée par Bernard Cazeneuve, relative aux droits des étrangers module les délais de recours et de jugement selon les motifs de la mesure d’éloignement, en transposition de la « directive retour ». Elle vise trois objectifs : mieux accueillir et intégrer, multiplier les titres de séjour plutôt que généralisation des titres pluriannuels et lutter contre l’immigration irrégulière. Cette loi transpose également la Directive 2014/66/UE établissant les conditions d'entrée et de séjour des ressortissants de pays tiers dans le cadre d'un transfert temporaire intra-groupe dans le droit interne. De nouveaux titres de séjour au profit des trois catégories de personnes visées par la Directive ont été créés et des mesures relatives à la mobilité intra-communautaire des salariés transférés ont été mises en place.

## Cadre juridique

### Cadre international
La France a signé plusieurs conventions internationales sur l'immigration et l'asile pour renforcer la coopération et la gestion des flux migratoires. La France est notamment partie de :
- la Convention de Genève (1951, ratifiée par la France le 23 juin 1954[35],[36]) relative au statut des réfugiés et son Protocole de 1966, ratifié par la France le 3 février 1971[37],[38]. Ces conventions établissent les droits des réfugiés et les obligations des États envers eux ;
- le Pacte mondial sur les migrations (2018) : Ce pacte, adopté par l'Assemblée générale des Nations unies, vise à améliorer la gestion des migrations à travers le monde en promouvant des politiques migratoires humaines et efficaces ;
- le Règlement Dublin II (1990), réformé en Règlement Dublin III en 2013. Ce règlement de l'Union européenne détermine l'État membre responsable de l'examen d'une demande d'asile. La France applique ce règlement dans le cadre de sa politique d'asile ;
- des accords bilatéraux : La France a signé une soixantaine d'accords bilatéraux avec divers pays pour gérer les flux migratoires de manière concertée. Ces accords couvrent des aspects tels que la migration légale, la lutte contre l'immigration irrégulière et le développement solidaire[39].

### Cadre national

#### CESEDA
Code de l'entrée et du séjour des étrangers et du droit d'asile (CESEDA) : Ce code regroupe l'ensemble des dispositions législatives et réglementaires relatives à l'immigration et à l'asile. Il définit les conditions d'octroi des visas, de résidence, de travail, ainsi que les droits et obligations des étrangers en France.

#### Lois sur l'immigration et l'asile
Plus de 118 textes majeurs sur l'immigration ont été adoptés entre 1945 et 2024 (57 lois et ordonnances, 27 décrets, 31 arrêtés et circulaires et deux conventions internationales). Depuis 2006, les lois votées sont les suivantes :
- La loi du 24 juillet 2006, portée par Nicolas Sarkozy fusionne les décisions de refus de séjour et d'éloignement en créant l’OQTF, une décision qui oblige un étranger en situation irrégulière à quitter la France par ses propres moyens dans un délai de 30 jours, et dans certains cas sans délais[41].

- La loi du 20 novembre 2007, portée par Brice Hortefeux, permet l'édiction d'un arrêté de reconduite à la frontière, sans délai de départ volontaire, en cas de non-exécution d'une OQTF prise depuis au moins un an (Ceseda, art. L. 511-1 modifié)[42].

- La loi du 16 juin 2011, portée par Éric Besson, et qui transpose la « directive retour », modifie fortement le livre V du Ceseda, concernant les mesures d’éloignement. Elle marginalise les arrêtés préfectoraux de reconduite à la frontière (APRF) au bénéfice des OQTF ; définit deux modalités d'OQTF, avec et sans délai de départ volontaire ; crée l’« interdiction de retour sur le territoire français » (IRTF) qui peut accompagner une OQTF ; réforme les procédures de recours ; précise les conditions d'exécution des OQTF et des IRTF. Elle modifie aussi l'assignation à résidence et la rétention, et porte de 32 à 45 jours la durée maximale de rétention, avec intervention du juge administratif avant le juge judiciaire[43].

- La loi du 31 décembre 2012, portée par Manuel Valls, institue une retenue pour vérification de situation d’une durée maximum de 16 heures, le temps d’obtenir le cas échéant une OQTF. Cette retenue remplace la garde à vue sur le fondement du délit de séjour irrégulier, déclarée contraire au droit communautaure (directive retour) par un arrêt de la Cour de justice de l’Union européenne[44].

- La loi du 7 mars 2016, portée par Bernard Cazeneuve, relative aux droits des étrangers module les délais de recours et de jugement selon les motifs de la mesure d’éloignement[45]. Elle impose aussi dans certains cas de compléter l’obligation de quitter le territoire français (OQTF) par une interdiction de retour sur le territoire français[33].

- La loi du 10 septembre 2018, portée par Gérard Collomb, vise à renforcer « l’effectivité et la crédibilité de la lutte contre l’immigration irrégulière »[46]. Elle accélère la délivrance des OQTF pour les demandeurs d’asile déboutés et réduit les cas dans lesquels l’OQTF peut être assortie d’un délai de départ volontaire (contre l'avis du Défenseur des droits[47]), et cherche à fluidifier le contentieux de l’éloignement. Elle modifie le régime de l’IRTF en suivant un arrêt de la CJE : sa durée court dorénavant à compter de l’exécution de l’OQTF[48]. Désormais, un recours contre une décision d’asile ne suspend plus une mesure d’éloignement pour les ressortissants de pays « sûrs »[49]. La durée maximale de la rétention est doublée, de 45 à 90 jours, et la durée de la retenue administrative pour vérification du droit de séjour passe de 16 à 24 heures[50].

- La loi du 26 janvier 2024 pour contrôler l'immigration, améliorer l'intégration dite « loi Darmanin », dont le projet avait été adopté en février 2023, apporte des modifications substantielles aux dispositions relatives à la migration légale, à celles relatives à l'éloignement d’étrangers en situation irrégulière et à celles du droit d'asile[51].

## Cadre institutionnel
Créée en 2013, la direction générale des Étrangers en France (DGEF) est l'une des sept directions générales du ministère de l'Intérieur français et traite de l'ensemble des questions relatives au droit des étrangers en France : entrée sur le territoire, séjour, travail, lutte contre l’immigration irrégulière, asile, intégration, naturalisation. La DGEF est constituée en 2019 de plus de 600 agents répartis entre Paris et Nantes. Elle agit en concertation avec les autres ministères (justice, Europe et affaires étrangères, solidarités et santé, travail, cohésion des territoires) et structures interministérielles (Délégation interministérielle à l'accueil et à l'intégration des réfugiés (DIAIR) et Délégation interministérielle à l'hébergement et à l'accès au logement (DIHAL)). La DGEF s’appuie sur deux opérateurs publics, dont elle assure la tutelle :
- l'Office français de protection des réfugiés et apatrides (OFPRA), chargé de l'application des textes français et des conventions européennes et internationales relatifs à la reconnaissance de la qualité de réfugié, d’apatride et à l’admission à la protection subsidiaire ;
- l'Office français de l'immigration et de l'intégration (OFII), chargé de l'accueil et de l’accompagnement des ressortissants étrangers autorisés à séjourner durablement en France.

Elle s’appuie en France sur le réseau des préfectures et à l’étranger sur le réseau consulaire.
Les collectivités territoriales participent également à l'intégration des étrangers par l'exercice de leurs compétences. Ainsi, les communes et les intercommunalités participent à la bonne installation des étrangers primo-arrivants dans leur environnement quotidien, à travers plusieurs démarches de proximité (l’inscription des enfants à l’école maternelle et primaire, une demande d’un logement social, des demandes d’aides financières dans les centres communaux ou intercommunaux d’action sociale, etc.). Les conseils départementaux ont aussi des compétences dans le champ de l’action sociale, avec l’organisation de permanences, la prise en charge des personnes en situation de handicap et l’aide à domicile pour les personnes âgées, par exemple. Enfin, les conseils régionaux participent au financement de la formation professionnelle.
Le secteur associatif relais de proximité avec les populations, joue ainsi un rôle important dans l’intégration des personnes étrangères primo-arrivantes. Il est également un des acteurs de la mise en œuvre de la politique d’intégration, favorisant l’accès aux droits et à l’autonomie, par les actions qu’il met en œuvre dans le domaine de la formation linguistique, de l’insertion professionnelle, du suivi social ou encore de l’accès à la citoyenneté. Ce sont ainsi près de 1 500 associations qui contribuent sur les territoires à la mise en œuvre de la politique d’accueil et d’intégration des étrangers primo-arrivants.

## Contrôle des frontières

### Contrôles dans l'espace Schengen
La France fait partie de l’espace Schengen, créé en 1995, un espace unique en matière de voyages internationaux et de contrôles frontaliers, où le franchissement des frontières intérieures s'effectue librement, sans passeport, sans contrôle,. Depuis 2015, huit pays ont réintroduit des contrôles d’identité à leurs frontières (la Slovénie, l’Italie, l’Allemagne, l’Autriche, la France, la Norvège, le Danemark, la Suède). En France ces mesures ont été introduites au cours de l'année 2016 dans le cadre de l’état d’urgence décrété à la suite des attentats de novembre 2015, de l'organisation d'évènements sportifs de grande ampleur comme le Tour de France et l'Euro 2016, et du nouvel attentat du 14 juillet 2016 à Nice. La loi du 19 décembre 2016 a prolongé l’état d’urgence jusqu’au 15 juillet 2017 et le gouvernement français a de nouveau rétabli les contrôles aux frontières intérieures jusqu’à la même date. Mais dans un arrêt du 26 avril 2022, la Cour de justice de l'Union européenne considère que ces contrôles contreviennent aux dispositions du code frontières Schengen et décide que la prolongation de tels contrôles au-delà d’une durée de six mois serait contraire au droit de l’Union, sauf en cas d’une nouvelle menace grave pour l’ordre public et la sécurité intérieure. Les États membres concernés, dont la France, doivent cesser ces contrôles. Pour régulariser la situation, l'Union européenne adopte, le 24 mai 2024, une réforme du code Schengen qui autorise désormais des contrôles temporaires aux frontières intérieures de l’espace Schengen en cas de menace grave pour l'ordre public ou la sécurité intérieure. C’est ainsi que huit pays décident de nouveaux contrôles aux frontières : d'abord l'Allemagne le 16 septembre 2024, puis la France, l’Autriche, le Danemark, l’Italie, la Norvège la Slovénie et la Suède à partir du 1er novembre 2024, invoquant des risques sécuritaires, notamment le terrorisme, l’immigration irrégulière et la violence liée aux migrants. Pour la France, ces contrôles qui étaient prévus jusqu'au 30 avril 2025 sont prolongés jusqu'au 31 octobre 2025,. Contestée par des associations qui estiment que ces contrôles vont à l’encontre du principe de libre circulation, cette mesure est validée par le Conseil d’État, qui, en mars 2025, la juge conforme au nouveau règlement Schengen et proportionnée aux menaces pesant sur la France.

### Organisation administrative
Les contrôles aux frontières sont effectués par les forces de l'ordre et les agents de la douane aux points d'entrée tels que les aéroports, les gares ferroviaires, les ports maritimes et les postes-frontières terrestres. Les autorités impliquées incluent la Police Nationale, la Gendarmerie Nationale, et la Douane française. Ils consistent à vérifier les passeports et visas, ainsi qu'à détecter toute activité suspecte liée à l'immigration irrégulière, au terrorisme ou à la contrebande. Lors de ces contrôles les autorités peuvent être amenés à prendre des mesures de non-admission et le cas échéant des placements en zone d’attente,. Lorsqu'un étranger en situation irrégulière est appréhendé, il fait l'objet d'une remise immédiate aux garde-frontières de l'État Schengen de dernière provenance. Cette procédure repose sur des accords bilatéraux qui en fixent les modalités de mise en oeuvre entre les services de garde-frontières ou de police.
En accompagnement du retour des contrôles aux frontières, le ministre de l'Intérieur, Bruno Retailleau, adresse le 25 novembre 2024 aux différentes forces concernées une circulaire donnant des consignes sur les périmètres et modalités d’intervention pour ces contrôles et annonce la création d’une  structure interministérielle, l’état-major opérationnel des frontières (EMOF), adossé à la direction nationale de la Police aux frontières, qui coordonne, à un niveau national, le pilotage opérationnel des frontières extérieures et intérieures,.

### Technologies et logistique

#### Infrastructures immobilières de contrôle des frontières intérieures
En 2021, La France compte 119 points de passage frontaliers (122 en été), : 75 aérodromes ou aéroports (78 en été), 33 ports maritimes et 11 gares ferroviaires.

#### Outils de contrôles
Les contrôles aux frontières extérieures sont renforcés par le développement de la coopération judiciaire et policière avec la création du Système d'information Schengen (SIS), opérationnel depuis 1995, suivi du SIS II mis en œuvre à partir d’avril 2013. Cette base de données informatique commune aux États participant aux accords Schengen fournit le signalement des personnes disparues ou recherchées, des véhicules volés, armes dérobées, faux billets en circulation… Une version modernisée du SIS, incluant de nouvelles catégories de signalement et données est devenue opérationnelle en mars 2023. En matière de conditions d’entrée et de visa, le système européen d'identification des visas (VIS) permet depuis 2011 une procédure facilitée de délivrance des visas de court séjour et assure un meilleur contrôle des personnes qui les utilisent pour entrer dans l'espace Schengen. Par ailleurs un système d'entrée/de sortie (EES), adopté en 2017, devait être lancé le 10 novembre 2024 mais a été retardé à 2025. Il s'agit d'une base commune permettant de collecter et d'enregistrer les données personnelles relatives aux entrées, aux sorties et aux refus d'entrée des ressortissants d’États tiers lors des courts séjours (séjours jusqu'à 90 jours dans une période de 180 jours). Il remplacera le marquage manuel des passeports par des contrôles biométriques, nécessitant des empreintes digitales et une reconnaissance faciale.

## Immigration légale et intégration

### Admission et sélection des immigrants

#### Premiers titres de séjour (ressortissants non européens)
Le nombre de premiers titres de séjour délivrés à des ressortissants non européens et non britanniques est passé de 199 414 en 2011 à 326 954 en 2023 (données provisoires), soit une augmentation de 64 % en 13 ans.

Évolution des premiers titres de séjour entre 2011 et 2023 (ressortissants non européens et non britanniques).

Le principal motif de délivrance des titres de séjour en 2023 est le motif étudiant avec 108 375 premiers titres délivrés en 2023, soit un tiers de l'ensemble. Ils connaissent en outre, une hausse marquée (+ 6,1 %) Pour la deuxième année consécutive, les titres économiques se situent devant les titres humanitaires (respectivement 54 572 et 46 425). Seuls les titres délivrés pour motifs familiaux enregistrent une baisse.
|                           | 2016    | 2017    | 2018    | 2019    | 2020    | 2021    | 2022    | 2023    |
| ------------------------- | ------- | ------- | ------- | ------- | ------- | ------- | ------- | ------- |
| Économique                | 22 690  | 27 217  | 33 336  | 39 043  | 26 705  | 36 685  | 52 045  | 54 572  |
| Familial                  | 94 341  | 94 243  | 97 663  | 98 206  | 80 660  | 93 172  | 95 939  | 91 078  |
| Étudiants                 | 73 864  | 80 566  | 83 974  | 90 671  | 73 394  | 88 617  | 102 134 | 108 375 |
| Humanitaire               | 30 369  | 37 102  | 35 710  | 38 861  | 33 801  | 41 966  | 41 455  | 46 425  |
| Divers                    | 15 946  | 15 500  | 16 738  | 20 722  | 14 828  | 22 332  | 27 353  | 26 504  |
| Total (hors Britanniques) | 237 210 | 254 628 | 267 421 | 287 503 | 229 388 | 282 772 | 318 926 | 326 954 |

Le Retrait du Royaume-Uni de l'Union européenne, souvent désigné sous le nom de « Brexit » , a lieu le 31 janvier 2020. Il fait suite au référendum britannique du 23 juin 2016, par lequel 51,89 % des électeurs se sont prononcés pour un retrait de leur pays de l'Union européenne et de la Communauté européenne de l'énergie atomique. Une des conséquences est, pour les ressortissants britanniques résidant sur le territoire français, l’obligation de détenir un titre de séjour à compter du 1er janvier 2022.
| 2016  | 2017  | 2018   | 2019   | 2020  | 2021   | 2022   | 2023  |
| ----- | ----- | ------ | ------ | ----- | ------ | ------ | ----- |
| 1 356 | 2 538 | 11 196 | 22 461 | 7 711 | 99 954 | 11 166 | 9 261 |

#### Admissions exceptionnelles au séjour (AES)
L'admission exceptionnelle au séjour (AES) d'étrangers présents en France en situation irrégulière, prévue à l'article L.435-1 du CESEDA, se fait au cas par cas, au regard de la situation individuelle de l'étranger et à la discrétion du préfet. Elle peut prendre la forme de la délivrance d'une carte de séjour vie privée et familiale, d'une carte de séjour salarié ou travailleur temporaire. Le ministre de l'Intérieur, Bruno Retailleau, diffuse le 23 janvier 2025 à l’ensemble des préfets une circulaire, qui abroge la circulaire Valls en vigueur depuis 2012, et durcit les conditions de régularisation des étrangers en situation irrégulière tout en privilégiant les régularisations des travailleurs dans les métiers en tension. Une durée de présence de 7 ans est désormais exigée pour apprécier l'intégration du ressortissant étranger demandant un titre de séjour excepté pour les régularisations justifiées par le travail pour lesquelles les conditions fixées par la loi sur l'immigration de janvier 2024 s'appliquent, à savoir trois ans de présence en France et douze mois d’ancienneté dans l’exercice d’un métier fixé par décret,.
|            | 2019   | 2020   | 2021   | 2022   | 2023 provisoire |
| ---------- | ------ | ------ | ------ | ------ | --------------- |
| Économique | 7 383  | 6 999  | 8 719  | 10 874 | 11 525          |
| Familial   | 22 570 | 19 697 | 21 928 | 22 420 | 22 167          |
| Étudiant   | 666    | 720    | 906    | 1 008  | 1 032           |
| TOTAL      | 30 619 | 27 416 | 31 553 | 34 302 | 34 724          |

#### Migration économique
La Loi du 7 mars 2016 relative au droit des étrangers en France introduit les changements fondamentaux suivants dans le cadre législatif français : à l'issue d'un séjour régulier d'un an en France, les ressortissants de pays tiers ont désormais accès à un titre de séjour pluriannuel d'une durée de deux à quatre ans ; un nouveau titre de séjour, le « passeport talent», dont la durée peut aller jusqu'à quatre ans est créé, le permis de séjour accordé aux travailleurs saisonniers devient explicitement pluriannuel, d'une durée maximale de trois ans. Cette loi transpose également la Directive 2014/66/UE établissant les conditions d'entrée et de séjour des ressortissants de pays tiers.

#### Regroupement familial
Le regroupement familial en France concerne les étrangers non européens. Pour faire venir sa famille en France, le demandeur doit résider en France de manière régulière depuis 18 mois au moins et avoir un titre de séjour d’un an au moins (hors mentions passeport talent, retraité, saisonnier…). Il faut que l'époux(se) ait plus de 18 ans et les enfants soient mineurs.

#### Travailleurs détachés
En 2021, les autorités mettent en oeuvre la directive révisée sur les travailleurs détachés, qui réduit à 12 mois la période pendant laquelle un travailleur détaché peut rester soumis à certaines dispositions du code du travail de son pays d’origine. Au-delà de cette période, toutes les dispositions du Code du travail doivent être respectées.

### Asile et réfugiés

#### Statuts pour les demandeurs d'asile
Un demandeur d'asile est une personne demandant la reconnaissance de la qualité de réfugié ou le bénéfice de la protection subsidiaire, qui bénéficie du droit de se maintenir provisoirement sur le territoire dans l’attente d’une décision en première instance de l’Office français de protection des réfugiés et apatrides (Ofpra) ou en appel de la Cour nationale du droit d’asile (CNDA ) sur sa demande de protection.
Le statut de réfugié est accordé aux personnes qui sont persécutées dans leur pays d'origine en raison de leur race, religion, nationalité, appartenance à un certain groupe social, ou opinions politiques,. Celui de la protection subsidiaire est accordé aux personnes qui ne remplissent pas les critères pour le statut de réfugié mais qui sont exposées à des risques graves comme la peine de mort, la torture, ou des traitements inhumains et dégradants. La carte de séjour pluriannuelle bénéficiaire de la protection subsidiaire qui est délivrée a une durée de validité maximale de 4 ans. La protection temporaire est quant à elle accordée dans des situations exceptionnelles, comme l'afflux massif de personnes déplacées, par exemple, les Ukrainiens fuyant la guerre en Ukraine,. Enfin le statut d'apatride est accordé aux personnes qui ne possèdent pas de nationalité et ne peuvent pas être renvoyées dans leur pays d'origine. La qualité d'apatride est reconnue à toute personne qui répond à la définition de l'article 1er de la Convention de New York sur l'apatridie du 28 septembre 1954,.

#### Période 1952-2016
Les débuts de l’Ofpra, et notamment la période 1952-1960, sont marqués par un nombre de reconnaissances annuelles très important (avec notamment 21 500 admissions en 1958), les principales populations concernées étant les Espagnols, les Yougoslaves, les Hongrois et les Polonais dans un contexte marqué notamment par les dictatures dans les pays de l'Est ou les événements de Budapest.
Dès 1960, le nombre de protections accordées baisse avec le nombre de demandes, mais ce mouvement s’inverse à partir de 1974 sous le double impact de la ratification par la France du protocole de Bellagio (1971), qui lève les limites géographiques et temporelles de la définition du réfugié, et de deux crises majeures : le coup d’État de Pinochet au Chili et la chute de Saïgon, suivie du changement de régime au Laos puis la chute de Phnom Penh et le régime des Khmers Rouges. Le taux d’accord très élevé qui prévaut pour ces populations - de l'ordre de 90 % - a un impact considérable sur le nombre d’admissions global, avec moins de 2 000 personnes protégées en 1974 contre près de 15 000 deux ans plus tard.
Si le nombre d’accords commence à baisser à partir de 1984, il amorce une remontée au début des années 1990 (plus de 15 000 personnes protégées en 1991), notamment du fait de la guerre en ex-Yougoslavie. Quant à l’augmentation du nombre d’accords qui s’observe au milieu des années 2000, elle s’explique en grande partie par l’inclusion de demandes d’asile plus sociétales et l’instauration de la protection subsidiaire en 2004.

Évolution entre 1958 et 2016 des décisions de protection internationale (statut de réfugié ou de protection subsidiaire) prises par l'OFPRA en première instance et le CNDA en appel.

#### Période 2016 à aujourd'hui
En 2023, 167 056 demandes (mineurs compris) ont été formulées en Guichets uniques pour demandeurs d'asile (GUDA), en hausse de 7,2 % par rapport à 2022. L'Afghanistan (16 550), la Guinée (10 512) et la Turquie (9 806) sont les premiers pays de provenance des premières demandes d’asile. Parallèlement, 142 649 demandes d'asile ont été enregistrées à l'Ofpra en 2023, soit une hausse de + 8,7 % par rapport à 2022. Les décisions d'accord enregistrent une hausse de + 14,6 % à 44 560 attributions de l'asile, contre 38 885 en 2022. Elles sont nettement plus nombreuses qu'en 2019 (+38,6 %). Ce surcroît de dynamisme des accords d'asile par rapport à l'ensemble des décisions augmente mécaniquement le taux d'accord Ofpra, lequel s'approche d'une décision favorable sur trois en 2023.
|              |                             | 2016   | 2017   | 2018    | 2019    | 2020   | 2021    | 2022    | 2023    |
| ------------ | --------------------------- | ------ | ------ | ------- | ------- | ------ | ------- | ------- | ------- |
| OFPRA        | Demandes                    | 85 726 | 81 327 | 123 625 | 132 826 | 94 624 | 103 164 | 131 254 | 142 649 |
| OFPRA        | Accords                     | 19 982 | 23 958 | 24 613  | 22 295  | 20 866 | 35 919  | 38 885  | 44 560  |
| OFPRA        | Réfugiés (CR)               | 12 321 | 13 044 | 14 041  | 14 084  | 12 722 | 22 550  | 31 136  | 33 697  |
| OFPRA        | Protection subsidiaire (PS) | 7 661  | 10 914 | 10 572  | 8 211   | 8 144  | 13 369  | 7 749   | 10 863  |
| CNDA (Appel) | Accords en appel            | 6 446  | 7 776  | 8 603   | 7 413   | 12 338 | 18 465  | 17 391  | 16 335  |
| CNDA (Appel) | Annulations rejets CR       | 4 460  | 5 246  | 5 951   | 5 227   | 7 478  | 12 204  | 12 381  | 11 062  |
| CNDA (Appel) | Annulations rejets PS       | 1 986  | 2 530  | 2 652   | 2 186   | 4 860  | 6 261   | 5 010   | 5 273   |
| OFPRA+CNDA   | Total admissions            | 26 428 | 31 734 | 33 216  | 29 708  | 33 204 | 54 384  | 56 276  | 60 895  |
| OFPRA+CNDA   | CR                          | 16 781 | 18 290 | 19 992  | 19 311  | 20 200 | 34 754  | 43 517  | 44 759  |
| OFPRA+CNDA   | PS                          | 9 647  | 13 444 | 13 224  | 10 397  | 13 004 | 19 630  | 12 759  | 16 136  |

## Immigration irrégulière et retour

### Mesures d'éloignement
Il existe cinq perspectives différentes pour les étrangers en situation irrégulière présents sur le territoire français :
- l’éloignement forcé, c’est-à-dire l’interpellation et l’expulsion vers le pays d’origine, ou vers un autre pays européen dans le cadre des procédures « Dublin » (11 407 personnes en 2022) ;
- le départ volontaire, souvent invisible pour l’administration. Il s’agit soit d’un retour dans son pays d’origine, soit d’un départ vers d’autres pays européens (nombre inconnu) ;
- le retour aidé, c’est-à-dire le départ en échange du versement d’une allocation (4 979 personnes en 2022) ;
- le maintien en situation irrégulière sur le territoire national (nombre inconnu) ;
- la régularisation, par l’obtention d’un titre de séjour. Jusqu’aux années 2000, les gouvernements pratiquaient des vagues de régularisation par à-coups. Depuis une circulaire du 28 novembre 2012, cette pratique a été remplacée par des régularisations au fil de l’eau appelées admissions exceptionnelles au séjour (AES). Accordées au rythme de 31 000 par an en moyenne, elles permettent de régulariser des personnes, souvent présentes depuis plusieurs années, sur divers motifs : humanitaire, familial, professionnel notamment[99].

### Placement en centre de rétention administratif
Les centres de rétention administrative (CRA), crées par la loi du 29 octobre 1981, sont des lieux d’enfermement dans lesquels l’administration place des personnes étrangères pour l'exécution de la décision d'éloignement dont ils font l'objet. Depuis la loi du 26 janvier 2024, un étranger mineur de dix-huit ans ne peut faire l'objet d'une décision de placement en rétention. Le Gouvernement, met ainsi la France en conformité avec les recommandations du Comité des droits de l'enfant des Nations unies et de l'UNICEF, considérant qu'enfermer un enfant au motif du statut migratoire de ses parents constitue une violation des droits de l'enfant et s'avère contraire au principe de l'intérêt supérieur de l'enfant. Dans une circulaire du 5 février 2024, Gérald Darmanin précise que cette règle n’entre en vigueur à Mayotte qu’au 1er janvier 2027, « compte tenu des circonstances migratoires particulières auxquelles est confronté ce territoire ». Les parents seuls avec un enfant devront néanmoins faire l’objet de « mesures d’éloignement », via le placement en « dispositif de préparation au retour »  ou la procédure de « départ aidé ».

Évolution de la durée maximale de rétention en centre de rétention administrative en France.

Les gouvernements français ont régulièrement allongé le temps pendant lequel un étranger peut être retenu le temps d'organiser son éloignement : dix jours selon la loi Pasqua, en 1993, douze jours avec la loi Chevènement en 1998, trente-deux avec la loi Sarkozy de 2003, quarante-cinq avec la loi Besson en 2011, et quatre-vingt-dix avec la loi Collomb de 2018,. En 2024, Bruno Retailleau envisage de porter cette durée à deux cent dix jours. Il s'agit invariablement d'éviter que les personnes sans papiers n'aient purgé la durée maximale de rétention avant d'avoir pu être reconduites à la frontière, mais la durée de rétention n'a en fait que peu d'impact sur le taux d'éloignement, l'immense majorité d'entre eux ayant lieu dans les 45 premiers jours de la rétention,.
En 2023, le parc de locaux de rétention est de 25 CRA, dont 4 en Outre-mer. Le nombre de places disponibles est de 1948. Le nombre de personnes retenues pour des séjours plus ou moins longs (d'une durée inférieure à 90 jours) a été de 16 969 en France métropolitaine et de 29 986 Outre-mer. L’OQTF demeure la décision d’éloignement qui fonde le placement en rétention dans la grande majorité des cas (74,6 %). Les autres motifs d'éloignement sont l'ITF (12,2 %), le transfert Dublin (6,1 %), l'AME/APE (2,6 %), PRA Dublin (1,8 %), Réadmission Schengen (1 %), ICTF (0,4 %), IRTF (0,2 %), IAT (0,1 %) et SIS (0,1 %).
Cette même année 2023, sur la totalité des personnes retenues en CRA, 60 % ont été libérées (52 % par un juge administratif ou judiciaire, 4 % par la préfecture), 2 % des personnes ont été assignées et seulement 36 % ont été éloignées (23 % vers un pays hors de l'UE et 13 % vers un pays membre de l’UE ou espace Schengen).
CComptes 2020 - page 148

### Contestation du placement en rétention et durée moyenne de rétention
La décision et le maintien de placement en rétention sont définis par les articles L741-1 à L741-5 du Code de l'entrée et du séjour des étrangers et du droit d'asile. Des dispositions qualifiées d'« absurdes » et qui « facilitent la remise en liberté des clandestins » par Morgane Daury-fauveau, professeur de droit privé, secrétaire générale de l'UNI et présidente du Centre d'études et de recherches universitaires (Ceru).
Après le placement de quatre jours (ce délai de rétention initiale était de 48 heures avant la « loi Darmanin » de 2024), une première autorisation du juge des libertés et de la détention (JLD) est nécessaire pour les quatre prolongations possibles, de respectivement 26 jours, 30 jours, 15 jours (exceptionnelle) et 15 jours (très exceptionnelle).
Dans l'affaire du meurtre de Philippine Le Noir de Carlan, par exemple, les trois premières prolongations ont été délivrées respectivement le 23 juin, le 20 juillet et le 19 août et le suspect a été libéré le 3 septembre 2024, avant la quatrième prolongation et donc 15 jours avant la fin légale du délai de 90 jours, faute de laissez-passer consulaire et le JLD ayant considéré que l'individu ne constituait pas une menace pour l'ordre public.
Ce cas est toutefois exceptionnel puisque sur la période 2018-2022, la durée moyenne de rétention est de l'ordre de 5 jours en métropole et de 18 à 27 jours Outre-mer.

Durées maxi et phasages successifs.
Durée moyenne de rétention.

### Sorties du territoire des étrangers en situation irrégulière
Le décompte des éloignements d'étrangers en situation irrégulière fait l'objet d'une ventilation selon trois types reflétant des modalités différentes de prise en charge de l'immigration irrégulière :
- Les éloignements forcés, caractérisés par la prise d'une décision d'éloignement (OQTF) et sa mise en oeuvre par la contrainte ;
- Les éloignements aidés, caractérisés par la mise en oeuvre d'une mesure d'éloignement sans contrainte, grâce à une aide au retour ;
- Les éloignements spontanés, sans contrainte et sans aide, après une mesure d'éloignement, dont la comptabilisation est nécessairement partielle.

Éloignements des étrangers en situation irrégulière sur la période 2014-2023 (champ : France métropolitaine, tous pays, majeurs).

| Mouvements                                              | Origine des étrangers                                   | Destination                                                 | 2014   | 2015   | 2016   | 2017   | 2018   | 2019   | 2020   | 2021   | 2022   | 2023   |
| ------------------------------------------------------- | ------------------------------------------------------- | ----------------------------------------------------------- | ------ | ------ | ------ | ------ | ------ | ------ | ------ | ------ | ------ | ------ |
| Éloignements forcés (A)                                 | Pays tiers                                              | Pays tiers                                                  | 5 675  | 6 311  | 6 166  | 6 596  | 7 105  | 8 858  | 3 329  | 3 511  | 5 056  | 5 729  |
| Éloignements forcés (A)                                 | Pays tiers                                              | Union Européenne (Réadmissions Schengen, transferts Dublin) | 6 154  | 5 742  | 3 711  | 4 896  | 5 615  | 7 092  | 3 879  | 4 638  | 4 419  | 4 061  |
| Éloignements forcés (A)                                 | Union Européenne                                        | Union Européenne                                            | 3 332  | 3 432  | 3 084  | 2 772  | 2 957  | 2 956  | 1 903  | 1 942  | 1 935  | 1 932  |
| Éloignements forcés (A)                                 | Total éloignements forcés (A)                           | Total éloignements forcés (A)                               | 15 161 | 15 485 | 12 961 | 14 270 | 15 677 | 18 906 | 9 111  | 10 091 | 11 410 | 11 722 |
| Éloignements aidés (B)                                  | Total éloignements aidés (B)                            | Total éloignements aidés (B)                                | 1 547  | 1 118  | 841    | 1 078  | 2 070  | 2 752  | 1 658  | 1 570  | 2 102  | 2 832  |
| Éloignements spontanés (C)                              | Pays tiers                                              | Pays tiers                                                  | 4 060  | 2 791  | 2 150  | 1 861  | 1 878  | 1 750  | 1 259  | 1 537  | 1 674  | 2 316  |
| Éloignements spontanés (C)                              | Union Européenne                                        | Union Européenne                                            | 721    | 597    | 537    | 358    | 332    | 338    | 356    | 205    | 214    | 178    |
| Éloignements spontanés (C)                              | Total éloignements spontanés* (C)                       | Total éloignements spontanés* (C)                           | 4 781  | 3 388  | 2 687  | 2 219  | 2 210  | 2 088  | 1 615  | 1 742  | 1 888  | 2 494  |
| Total éloignements (A)+(B)+(C)                          | Total éloignements (A)+(B)+(C)                          | Total éloignements (A)+(B)+(C)                              | 21 489 | 19 991 | 16 489 | 17 567 | 19 957 | 23 746 | 12 384 | 13 403 | 15 400 | 17 048 |
| Départs volontaires aides (D)                           | Départs volontaires aides (D)                           | Départs volontaires aides (D)                               | 2 930  | 3 093  | 2 627  | 3 778  | 4 775  | 2 515  | 930    | 1 415  | 1 263  | 1 635  |
| Départs spontanés (E)                                   | Départs spontanés (E)                                   | Départs spontanés (E)                                       | 3 187  | 6 512  | 5 591  | 5 438  | 5 544  | 5 143  | 2 635  | 2 001  | 2 766  | 4 021  |
| Total sorties du territoire (A) + (B) + (C) + (D) + (E) | Total sorties du territoire (A) + (B) + (C) + (D) + (E) | Total sorties du territoire (A) + (B) + (C) + (D) + (E)     | 27 606 | 29 596 | 24 707 | 26 783 | 30 276 | 31 404 | 15 949 | 16 819 | 19 429 | 22 704 |

## Immigration et lutte contre la traite des êtres humains
La politique de lutte contre la traite et l'exploitation des êtres humains est directement liée à la politique migratoire, car plus de la moitié des victimes dans les États membres de l'Union européenne sont des ressortissants de pays tiers. En France, seules 36 % des victimes de traite ou d’exploitation des êtres humains étaient françaises en 2016, tandis qu’en 2020, elles représentent
la moitié des victimes. Concernant les infractions de traite uniquement, les victimes de nationalité nigériane représentent en moyenne un quart des victimes. Les réseaux de traite nigérians sont connus des autorités et de la société civile qui observent des changementsdans leur structuration (notamment organisés autour de confraternités et ayant de plus en plus recours à l’exploitation sexuelle dite logée).
Une étude réalisée par le Point de contact français du Réseau européen des migrations (REM) Le rapport national qui couvre la période 2015‐2020 montre l'enjeu et la difficulté de la détection et l’identification des victimes (potentielles) de la traite des êtres humains. Celle-ci concerne différentes catégories de ressortissants de pays tiers détectés, identifiés et protégés en tant que victimes (présumées) de la traite des êtres humains, à savoir : les demandeurs d’asile, les ressortissants de pays tiers en séjour irrégulier et les ressortissants de pays tiers en possession d’une autorisation de séjour valide sur le territoire français (un titre de séjour ou un visa de court séjour).
Ce rapport présente également les différents types d’assistance, de soutien et de protection dont les victimes peuvent bénéficier en France.

## Relations internationales
La France collabore avec d'autres pays et organisations internationales pour gérer les flux migratoires et protéger les droits des migrants. Cela inclut des accords bilatéraux, des contributions à des programmes de développement international et des participations à des conférences et forums internationaux.

### Accords bilatéraux
La France a conclu des accords avec les pays d'émigration afin de mener dans le cadre d'un partenariat, une gestion cohérente des flux migratoires adaptée aux besoins de deux pays signataires et au profil migratoire du pays partenaire.

#### Gestion concertée des flux migratoires
Ces accords destinés à mieux gérer les flux migratoires sont fondés sur trois volets, distincts et complémentaires : l'organisation de la migration légale, la lutte contre l'immigration clandestine et le développement solidaire. Ils concernent les pays suivants : 
le Sénégal (2006, avenant en 2008, entré en vigueur le 1er juillet 2009), 
le Gabon (signé le 5 juillet 2007 et entré en vigueur le 1er septembre 2009), la République du Congo (signé le 25 octobre 2007 et entré en vigueur le 1er août 2009), 
le Bénin (signé le 28 novembre 2007 et entré en vigueur le 1er mars 2010) ;
la Tunisie (signé le 28 avril 2008 et entré en vigueur le 1er juillet 2009) ;
le Cap Vert (signé le 24 novembre 2008 et entré en vigueur le 1er avril 2011) ;
le Burkina Faso le 10 janvier 2009.
Les associations de défense des étrangers s'opposent à ce type d'accords, qu'elles jugent non seulement « déséquilibrés », mais « portant en eux des risques importants de violation des droits des migrants ». Le lien entre gestion des flux migratoires et codéveloppement a ainsi été dénoncé par la Cimade, qui affirmait, en 2008, dans son analyse du rapport de la Commission Mazeaud sur le cadre constitutionnel de la nouvelle politique d'immigration, rapport qui vise à généraliser ce lien, que : « Le développement est un droit reconnu par les Nations unies et ne saurait faire l'objet de conditionnalité quelle qu'elle soit. Conditionner l'aide publique au développement au contrôle des flux migratoires constitue un chantage d'autant plus inacceptable que certaines politiques économiques et commerciales européennes sont loin d'être neutres sur les phénomènes migratoires. ». Néanmoins, « la Cimade se félicite de la position exprimée par la commission de refus des quotas d’immigration et de la création d’une juridiction unique [pour le droit des étrangers] ».

#### Mobilité des jeunes et des professionnels
Le dispositif « jeunes professionnels » vise à permettre à des jeunes diplômés ou déjà engagés dans la vie active d’acquérir par une expérience de travail dans une entreprise implantée en France, des gains de compétences qui vont permettre d’améliorer leur perspective de carrière lors de leur retour dans leur pays d’origine.Les pays concernés par un tel accord sont : 
la Nouvelle-Zélande le 10 août 1983 (entré en vigueur le 20 août 1983)
l’Argentine le 26 septembre 1995 (entré en vigueur le 8 octobre 1996) ;
le Maroc (le 24 mai 2001, entré en vigueur le 24 mai 2001) ;
le Sénégal (le 20 juin 2001, entré en vigueur le 20 juin 2001) ;
la Tunisie (le 4 décembre 2003, entré en vigueur le 10 mai 2004) ;
le Monténégro (le 1er  décembre 2009, entré en vigueur le 1er juin 2013) ;
la Serbie (le 2 décembre 2009, entré en vigueur le 1er juin 2013) ;
le Gabon (le 24 février 2010 et entré en vigueur le 24 février 2010) ;
le Canada (le 14 mars 2013 et entré en vigueur le 1er janvier 2015) ;
la Bosnie-Herzégovine (le 3 juillet 2014 et entré en vigueur le 1er février 2019) ;
les États-Unis (convention entrée en vigueur le 17 mars 2017).

## Positionnements des partis politiques

### Partis de gauche
De la Grande Dépression (1873-1896) aux trente glorieuses les principaux partis de gauche affichent un discours uni sur l’immigration. Celui-ci comprend une critique théorique décrivant la main-d’œuvre étrangère comme un outil pour maximiser les profits du patronat mais insiste sur la nécessité de la fraternisation entre travailleurs français et immigrés contre ce même patronat. Ainsi, dans le programme du Parti ouvrier de 1883, Jules Guesde et Paul Lafargue définissent la ligne théorique et pratique qui sera longtemps observée par la gauche française : « Les ouvriers étrangers chassés de leurs pays par la misère, dominés et souvent exploités par des chefs de bande, ne connaissent ni la langue, ni les prix, ni les habitudes du pays, sont condamnés à passer par les conditions du patron ». Tout en déplorant « les dangers nationaux et les misères ouvrières qu’entraîne la présence des ouvriers étrangers », ils ajoutent que « Pour déjouer les plans cyniques et antipatriotiques des patrons, les ouvriers doivent soustraire les étrangers au despotisme de la police (…) et les défendre contre la rapacité des patrons en “interdisant légalement” à ces derniers d’employer des ouvriers étrangers à un salaire inférieur à celui des ouvriers français ».
Les attitudes envers le racisme, l’antisémitisme et la xénophobie en France font l'objet d'un suivi par la Commission nationale consultative des droits de l'homme. Son rapport de 2022 estime que « la présence des immigrés ne semble pas susciter en tant que telle une opposition très marquée. Si près d’un Français sur deux (49 %) a le sentiment que les immigrés sont trop nombreux aujourd’hui en France, ils considèrent en majorité (72 %) que la présence d’immigrés est une source d’enrichissement culturel et que les travailleurs immigrés doivent être considérés comme chez eux en France car ils contribuent à l’économie française (81 %)" et que le sentiment d'une présence trop importante des immigrés en France est surtout le fait "des sympathisants LR (82 %) et RN (94 %) ».
Un sondage BVA publié par la Fondation Jean Jaurès indique que l'immigration reste un marqueur du clivage gauche-droite : l'idée selon laquelle « il y a trop d'immigrés aujourd'hui en France » serait partagée par 69 % des personnes interrogées, contre 63 % en 2018, dont 51 % des sympathisants LFI, 50 % d'EELV, 43 % du PS, 59 % de Renaissance, 83 % des Républicains, 95 % du RN. Pour ce qui concerne la question des réfugiés qui demandent l'asile s'ils sont persécutés dans leur pays, les sympathisants de gauche interrogés jugent pour 84 % d'entre eux que la France doit les accueillir. La proportion est de 80 % parmi les sympathisants Renaissance, mais de seulement 47 % chez les Républicains et 26 % au RN. De même, 54 % des sympathisants de La France insoumise, 69 % des socialistes et 70 % des écologistes approuvent la réduction des moyens de contester une Obligation de quitter le territoire français (OQTF).

#### Parti socialiste
En 2007, le Parti socialiste (PS) souligne l'augmentation récente du nombre de « sans papiers » en France, et la « dégradation de la réalité sociale et sanitaire » dans laquelle ils sont placés. Il estime que l'immigration choisie est « une conception arrogante et unilatérale du codéveloppement. » Le PS juge « indispensable » le rétablissement de la règle des dix ans pour une régularisation de plein droit des étrangers en situation irrégulière.
Les dissensions internes rendent difficiles l'émergence d'une opinion unique sur l'immigration. Lionel Jospin affirme par exemple en 2006 qu'une « politique de régularisation au cas par cas devra être mise en place. Elle devra être conduite avec intelligence pour permettre la régularisation du plus grand nombre sans créer un appel d’air ». En 2009, le PS estime que le gouvernement Fillon mène une « politique du chiffre qui donne lieu à de nombreux drames humains, comme les défenestrations de personnes sans papiers arrêtées par la police ».

#### Parti communiste français
La position du Parti communiste français (PCF) a évolué dans le temps. Au début des années 1980, Georges Marchais dénonce l'« immigration massive » profitant aux patrons et au gouvernement français « pour se procurer une main-d’œuvre d’esclaves modernes, surexploitée et sous-payée ». Il dénonce la pression sur les salaires et les risques de chômage que représente pour les ouvriers l'immigration. Dans une déclaration commune, les maires communistes de banlieue regrettent que « les pouvoirs publics orientent systématiquement les nouveaux immigrés » vers leurs villes et exigent « une meilleure répartition des travailleurs immigrés dans les communes de la région parisienne », tout en précisant que leurs municipalités continueraient d’« assumer leurs responsabilités ».
Depuis la deuxième moitié des années 1990, les positions du PCF deviennent favorables à l'immigration : en 2006, le Parti estime que « l’immigration est une chance fantastique pour le pays d’accueil. C’est la preuve qu’il fait encore rêver, qu’il peut séduire ». Il souligne que l'immigration est devenue essentiellement familiale, et que les flux sont moins importants que par le passé. Le PCF milite pour le renforcement des centres d'accueil « afin de répondre aux revendications immédiates et urgentes des migrants ». Il revendique l'émergence « d'une nouvelle image de l’immigration dans l’opinion publique, la mise en place des moyens et des conditions équitables de vie au sein de notre pays, l’engagement des dispositifs permettant de construire et de réussir cet accueil, la valorisation de l’apport des migrants, de leur citoyenneté ».
En 2007, Le PCF demande la régularisation inconditionnelle de tous les immigrés clandestins et souhaite accorder le droit de vote et l'éligibilité aux étrangers pour les élections locales.

### Partis de droite

#### Les Républicains (ex-UMP)
En 2005, l'Union pour un mouvement populaire (UMP) estime que la réunion du G5 « a permis de poser les bases d’une politique d’immigration européenne à travers la mutualisation des moyens des cinq grands pays d’Europe (France, Allemagne, Royaume-Uni, Espagne et Italie) afin d'assurer le contrôle des frontières et lutter contre l’immigration clandestine ».
En 2007, lors de la campagne pour les élections présidentielles et législatives, l'UMP veut « renforcer la lutte contre l’immigration illégale », « mettre fin au détournement des procédures d’immigration légale », « encourager une immigration professionnelle et étudiante de qualité » et « mettre en place les conditions d’une intégration réussie ». Elle prône l'« immigration choisie », qu'elle définit comme « une politique équilibrée qui reconnaît les apports de l’immigration à notre pays, mais dans un cadre maîtrisé, compatible avec nos capacités d’accueil et l’intérêt des pays d’origine, et qui permet l’intégration ».
À la suite de sa victoire aux élections législatives de 2007, l'UMP propose une loi et des amendements concernant les modalités d'immigration, que le journal Le Monde considère susceptible de créer des difficultés aux migrants et aux couples mixtes. Elle souhaite également fixer des quotas d'admission d'étrangers sur le territoire national, après avoir fixé un quota de 25 000 expulsions de clandestins en métropole.
Le 22 octobre 2013, à la suite de l'affaire Leonarda, le président de l'UMP, Jean-François Copé, annonce que son parti compte réexaminer le droit du sol en France, en présentant, avant la fin de l'année 2013, une proposition de loi prévoyant la fin de l'acquisition automatique de la nationalité pour les enfants nés en France de parents étrangers.
Durant sa campagne présidentielle de 2017, François Fillon promet de durcir les règles du regroupement familial, de conditionner les aides sociales à deux ans de présence sur le territoire, de supprimer l’aide médicale de l’État ou encore de faire voter par le Parlement des quotas annuels d’immigrés par origines nationales (une rupture avec les principes en vigueur depuis l’ordonnance du 2 novembre 1945, selon laquelle la faculté d’assimilation des étrangers dépendait non pas de leur origine, mais de leurs caractéristiques individuelles).